# Лукьянова, Валерия Валерьевна
Вале́рия Вале́рьевна Лукья́нова (прозвища: Одесская Барби, Аматуе (англ. Amatue) и др.; род. 23 августа 1985, Тирасполь) — украинская фотомодель, получившая известность благодаря внешнему сходству её фотографий с куклой Барби. Для усиления сходства Валерия Лукьянова использовала увеличивающие радужную оболочку цветные контактные линзы и яркий макияж, который обычно придумывала и накладывала самостоятельно. Распространяет псевдонаучные и конспирологические теории.

## Биография
Родилась 23 августа 1985 года в Тирасполе, Молдавская ССР. Мать работала в оборонном секторе, а отец был строителем.
В Одесской государственной академии строительства и архитектуры Лукьянова получила степень бакалавра архитектуры.
В 2007 году Валерия стала обладательницей титула «Мисс Бриллиантовая корона Украины». В 2012 году она стала интернет-сенсацией на Западе благодаря публикации о ней в «Джезебел» от 22 апреля, давшей толчок лавинообразному распространению сообщений о ней в Твиттере и СМИ. Её коллекция клипов на «YouTube» была просмотрена десятки миллионов раз, а страница в Фейсбуке собрала более 727 тыс. «лайков». По приглашению американского журнала мод «Ви» (англ. V Magazine) она приезжала в Нью-Йорк для фотосессии и интервью.
В июне 2012 года Валерия появилась на канале «Россия-1» в популярном ток-шоу «Прямой Эфир с Михаилом Зеленским». А 16 марта 2013 года Валерия участвовала в прямом эфире программы «Сегодня вечером» на «Первом канале», посвящённым падению Челябинского метеорита. Также Лукьянова исполняет песни собственного сочинения в стиле нью эйдж. Валерия записывает свои песни и добавляет на страницу ВКонтакте.
В июле 2013 года американский журнал «Vice» выпустил небольшой фильм «Space Barbie», посвящённый Валерии Лукьяновой.
В 2014 году переехала из Одессы в Москву.
В 2016 году Валерия Лукьянова входила в жюри конкурса Face of Beauty International 2016.

## Внешность
Некоторые считают, что её внешность изменена с помощью пластической хирургии, а её фотографии отретушированы в фотошопе.Отвечая на вопросы своих подписчиков, сама Валерия не отрицает постоянное использование редактора для улучшения фотографий, аргументируя тем, что уважает себя и других людей. В редактирование входит улучшение и подбор цветов, выбеливание корней волос, изменение резкости, блюра, а также добавление яркости глаз. В частности, сравнительный анализ фотографий Валерии с обработкой в фотошопе и без обработки в фотошопе (старые фотографии Лукьяновой и снимки папарацци) был приведён в статье на сайте Viola.bz. Известно, что некоторые однокурсники и соседи Валерии Лукьяновой, знающие её лично, не узнают девушку на фотографиях из Интернета. По мнению корреспондентов газеты «КП в Украине», это доказательство, что Валерия действительно сильно изменяет свою внешность на фотографиях с помощью фотошопа. Валерия Лукьянова в целом отрицает изменение своей внешности путём пластической хирургии, заявляя, что сделала только одну операцию: увеличила грудь на два размера. Валерия отрицает, что она удаляла рёбра или делала какие-либо операции на лице. Существенные различия во внешности, наиболее заметные при сравнении старых и новых фотографий, Валерия объясняет происками недоброжелателей; по её словам, недоброжелатели с помощью фотошопа изменяют её внешность на старых фотографиях в худшую сторону: подрисовывают длинный нос, расширяют талию и вообще всячески искажают. Аналогичные объяснения Валерия даёт и по поводу фотографий папарацци, либо говорит, что на этих фотографиях не она, а её двойники. По мнению пластического хирурга, доктора медицинских наук Александра Тепляшина, у Лукьяновой помимо увеличения груди могла быть проведена ринопластика. По мнению психолога Марии Чижовой, Валерия Лукьянова, возможно, страдает гипертрофированной формой нарциссизма в сочетании с дисморфофобией.

## Личная жизнь
До 5-го класса, по словам Лукьяновой, она была отличницей. Однако потом начались прогулы, хулиганство и вызовы родителей в школу, что привело к трем сменам школ. В итоге Валерию перевели в школу, где директором был друг дедушки Валерии, который был лоялен с ней. В интервью газете «Собеседник» Валерия Лукьянова призналась в том, что в школе покупала оценки по математике и некоторым другим предметам, поскольку считала эти предметы «пустой тратой времени», а также она купила аттестат с одними положительными оценками. В юности Валерия много курила и в большом количестве пила крепкие напитки. По словам девушки в 2014 году, её вес колебался от 42 до 45 кг. Интересы Валерии Лукьяновой включают в себя путешествия по миру, медитации и эзотерику.
Замужем за одесским бизнесменом Дмитрием Шкрабовым, с которым путешествовала по Мексике и Америке, была на Эльбрусе, Эвересте и в Гималаях. Валерия верит в «Абсолютное и Бесконечное Единство и не принадлежит ни к какой религии». По собственным словам, равнодушна к детям и не хочет их иметь. Также, Лукьянова выступает против «семейного стиля жизни», который она считает «самой ужасной вещью, которая может случиться в жизни человека».

## Увлечение эзотерикой и псевдонауками
На протяжении всего периода своей известности Лукьянова увлекалась псевдонауками и эзотерикой. Распространяет псевдонаучные и конспирологические теории через свои аккаунты в социальных сетях.
В 2012 году Валерия заявила в интервью, что она много лет находилась на сыроедении, затем перешла на жидкое питание, а также планировала перейти на псевдонаучную практику праноедение (питание солнечной энергией). Однако позже Валерия отложила идею на неопределённый срок. По словам Валерии, она практикует выходы в астральный мир. Лукьянова говорит, что владеет искусством путешествия во времени и пространстве с помощью внетелесных путешествий, а также телекинезом. Девушка проводит семинары по внетелесным путешествиям, на которых учит людей взаимодействовать со своей внутренней сутью, раскрывать скрытые таланты, покидать своё физическое тело, путешествовать и возвращаться обратно с новыми знаниями из астрала.
Также, Лукьянова является автором нескольких книг по эзотерике. C 2014 по 2018 год на сайте Проза.ру выкладывала главы своего романа «Эхо времени», в котором Лукьянова якобы описывает свою прошлую жизнь. В 2015 году Лукьянова выпустила эзотерическую книгу «Вселенная говорит со мной», а в 2016 году — «Секреты кармических встреч и отношений».
В 2023 году прокуратура Москвы начала проверку Лукьяновой из-за свидетельств о том, что она советовала употреблять скипидар и вдыхать пары ртути. В ноябре 2023 года официальная группа Лукьяновой была заблокирована на территории России.

## Комментарии
1. 1 2 3  По словам самой Валерии Лукьяновой Архивная копия от 20 октября 2017 на Wayback Machine ('Barbie Flu' Spreading in Ukraine // Forbes).
2. ↑  Официального измерения обхвата талии Валерии не проводилось Архивная копия от 8 ноября 2020 на Wayback Machine (KK2 Penktadienis 2013-04-05, гость — Валерия Лукьянова).